# Joachim Wenzel (Richter)
Joachim Wenzel (* 23. Juni 1940 in Stettin; † 29. August 2009) war von 2002 bis 2005 Vizepräsident des deutschen Bundesgerichtshofs.
Nach Beendigung seiner juristischen Ausbildung im Jahre 1969 ließ sich Wenzel zunächst als Rechtsanwalt in Offenbach am Main nieder. 1971 trat er in den Justizdienst des Landes Hessen ein, wo er zunächst als Richter am Landgericht Frankfurt am Main und am Oberlandesgericht Frankfurt am Main tätig wurde. 1986 bis 1988 war er im hessischen Justizministerium, zuletzt im Range eines Leitenden Ministerialrats beschäftigt.
1988 wurde er zum Richter am Bundesgerichtshof gewählt. Das Präsidium des Gerichts wies ihn dem V. Zivilsenat und dem Senat für Landwirtschaftssachen zu, denen er während seiner gesamten Zugehörigkeit zum Bundesgerichtshof angehören sollte. Im Jahre 1999 wurde er zum Vorsitzenden Richter am Bundesgerichtshof ernannt und übernahm in beiden Senaten den Vorsitz. Seit 2002 bekleidete er als Nachfolger von Burkhard Jähnke zudem das Amt des Vizepräsidenten des Gerichts. Mit Erreichen der Altersgrenze trat Wenzel am 30. Juni 2005 in den Ruhestand. Er verstarb am 29. August 2009.
Wenzel war verheiratet und hatte zwei Kinder, unter anderem die Literaturwissenschaftlerin Mirjam Wenzel.

## Ehrungen
- 2005: Großes Verdienstkreuz der Bundesrepublik Deutschland